# Hermannia woodii
Hermannia woodii är en malvaväxtart som beskrevs av Schinz. Hermannia woodii ingår i släktet Hermannia och familjen malvaväxter. Inga underarter finns listade i Catalogue of Life.